# Station Heer-Agimont
Station Heer-Agimont is een voormalig Belgisch spoorwegstation langs spoorlijn 154, van Namen naar het Franse Givet. Dit grensstation ligt in Heer en Agimont, deelgemeenten van Hastière die tegen de Franse grens liggen.
Dit tracé van lijn 154 is vanaf eind jaren 1980 niet meer in gebruik voor doorgaand treinverkeer. Tussen 1990 en 2000 werd het station benut door de Chemins de Fer à Vapeur des 3 Vallées (CFV3V), die het spooremplacement gebruikten om hun stoomlocomotieven te bevoorraden en te onderhouden, omdat de eigen stelplaats in Mariembourg alleen met een grote omweg op het regulier spoornet bereikbaar was. Het station diende ook als overstapplaats van stoomtrein op motorrijtuig, daar de CFV3V geen toestemming had om met stoomtreinen door te rijden tot in Givet.
In 2017 is het station omgebouwd tot appartementengebouw.

## Galerij

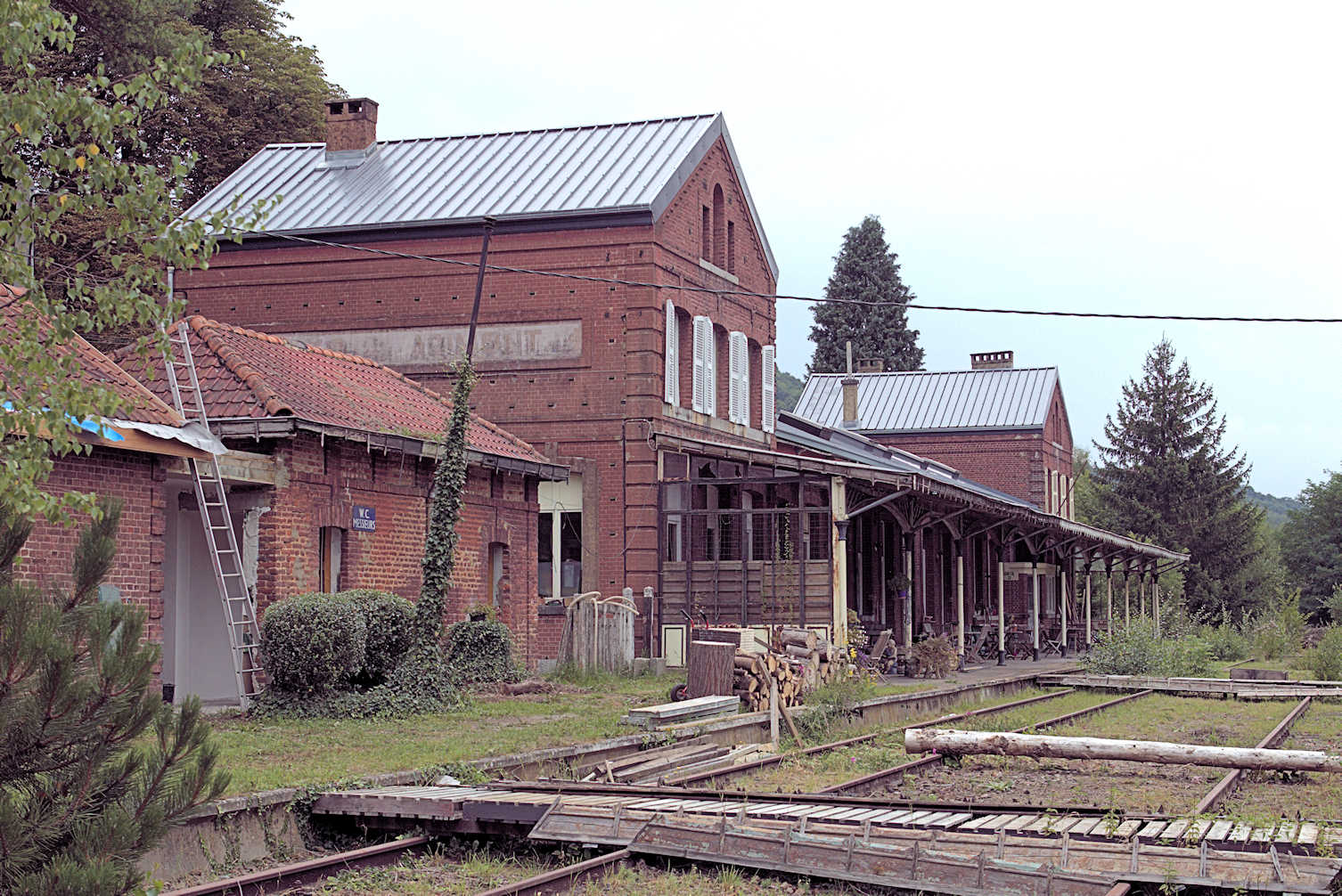
Het station in 2017, tijdens de ombouw tot appartementengebouw

## Reizigerstellingen
De grafiek en tabel geven het gemiddeld aantal instappende reizigers voor de jaren 1977 tot 1985, uitgesplitst naar weekdagen, zaterdagen en zondagen.
| Tabel: aantal instappende reizigers station Heer-Agimont | Tabel: aantal instappende reizigers station Heer-Agimont | Tabel: aantal instappende reizigers station Heer-Agimont | Tabel: aantal instappende reizigers station Heer-Agimont |
|                                                          | Weekdag                                                  | Zaterdag                                                 | Zondag                                                   |
| -------------------------------------------------------- | -------------------------------------------------------- | -------------------------------------------------------- | -------------------------------------------------------- |
| 1977                                                     | 183                                                      | 56                                                       | 65                                                       |
| 1978                                                     | 158                                                      | 52                                                       | 48                                                       |
| 1979                                                     | 214                                                      | 62                                                       | 44                                                       |
| 1980                                                     | 148                                                      | 46                                                       | 45                                                       |
| 1981                                                     | 170                                                      | 37                                                       | 72                                                       |
| 1982                                                     | 182                                                      | 45                                                       | 71                                                       |
| 1983                                                     | 168                                                      | 33                                                       | 32                                                       |
| 1984                                                     | 99                                                       | 1                                                        | 18                                                       |
| 1985                                                     | 56                                                       | 6                                                        | 10                                                       |

0,0: Namen ·
3,0: Jambes ·
4,8: Velaine ·
7,6: Dave-Nord ·
10,8: Tailfer ·
12,8: Profondeville ·
14,0: Lustin ·
17,0: Godinne ·
20,1: Yvoir ·
21,8: Houx ·
25,8: Bouvignes-sur-Meuse ·
28,0: Dinant ·
29,5: Neffe ·
36,4: Waulsort ·
36,4: Waulsort-Dorp ·
41,8: Hastière ·
44,2: Hermeton-sur-Meuse ·
46,1: Heer-Agimont